# Hugo du Roi
Hugo du Roi (* 29. Oktober 1839 in Braunschweig; † 19. Januar 1911 ebenda) war ein deutscher Unternehmer. Er wurde als Geflügelzüchter weltweit bekannt und war von 1882 bis 1911 Präsident des Bundes Deutscher Rassegeflügelzüchter.
Du Roi gründete die Zigarrenfabrik du Roi und Kühner, später du Roi und Co. Er war Kommerzienrat und Stadtverordneter.
Du Roi wurde von der Stadt Braunschweig mit einem Ehrengrab geehrt.

## Auszeichnungen (Auswahl)
- Ritterkreuz 2. Klasse des Ordens Heinrichs des Löwen